# Incisocalliope aestuarius
Incisocalliope aestuarius är en kräftdjursart som först beskrevs av Watling och Maurer 1973.  Incisocalliope aestuarius ingår i släktet Incisocalliope och familjen Pleustidae. Arten har ej påträffats i Sverige. Inga underarter finns listade i Catalogue of Life.